# Jurij Odartschenko

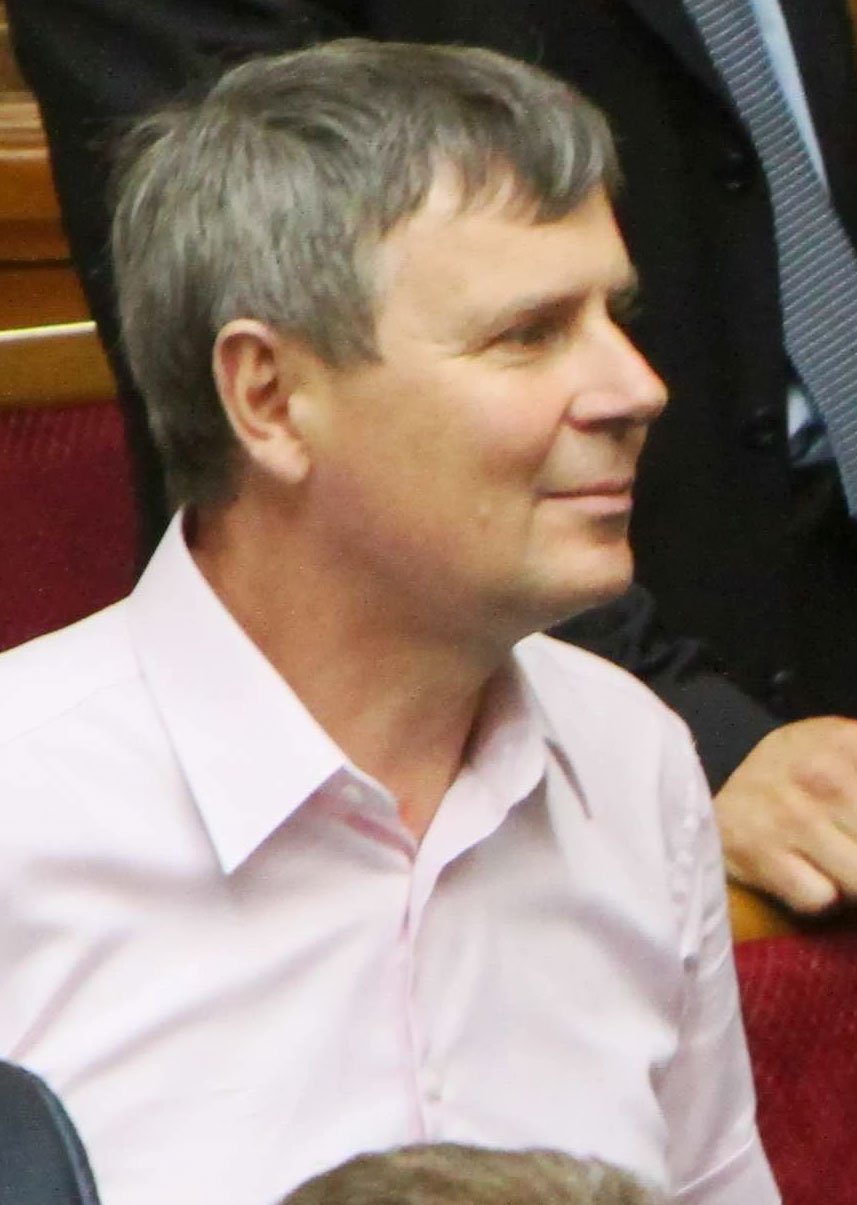
Gouverneur Jurij Odartschenko (2013)

Jurij Witalijowytsch Odartschenko ukrainisch Юрій Віталійович Одарченко (* 5. April 1960 in Cherson) ist ein ukrainischer Politiker und Mitglied der Partei Allukrainische Vereinigung „Vaterland“. Vom 2. März 2014 bis zum  27. August 2014 war er der Gouverneur der Oblast Cherson.

## Biografie
1982 absolvierte Odartschenko ein Studium an der Landwirtschaftlichen Staatsuniversität Cherson. Von 1982 bis 84 leistete er seinen Wehrdienst im Militärbezirk Odessa ab. Von 1989 bis 1992 war er der Leiter der Wirtschaftsabteilung der ukrainischen Firma „Hersonprombud Trest“. 1992 bis 93 war er der Manager der Firma „Mechanisazija budiwnyztwa“. Von 1993 bis April 2002 war er der Vorsitzende der Aktiengesellschaft „Budmechanisazija“. 1997 erlangte er einen Doktorgrad im Wirtschaftsingenieurwesen. Von 1998 bis 2006 war er Mitglied des Stadtrates von Cherson. Seit 2000 war er Professor für Volkswirtschaftslehre und Umweltwissenschaften an der Landwirtschaftlichen Staatsuniversität Cherson. Vom April bis zum 8. August 2002 war er stellvertretender Bürgermeister von Cherson. Bei den Parlamentswahlen 2006 und 2007 wurde er Abgeordneter im Blok Juliji Tymoschenko. Im September 2010 wurde er zum stellvertretenden Vorsitzenden dieser Fraktion gewählt. Am 5. Juli 2012 wurde er wegen der „Veranstaltung einer illegalen Versammlung“ vor der amerikanischen Botschaft angeklagt. Er warf der Regierung der Ukraine vor, die Botschaft der USA zu benutzen, um „ihre Geschäfte zu vertuschen.“ Bei den Parlamentswahlen 2012 wurde er zum stellvertretenden Fraktionsvorsitzenden der Allukrainischen Vereinigung „Vaterland“ ernannt. Am 17. April 2013 fand eine richterliche Prüfung zur Auflösung seines Abgeordnetenmandats statt, da ihm vorgeworfen wurde, während seiner Zeit als Abgeordneter noch Mitglied einer GmbH gewesen zu sein, was rechtswidrig ist. Ordatschenkos Fraktion sah darin ein aufgrund seiner anhaltenden Kritik an den Behörden Kiews rein politisch motiviertes Unterfangen.
Am 2. März 2014 wurde er per Dekret des Übergangspräsidenten Oleksandr Turtschynow als Nachfolger des am 24. Februar zurückgetretenen Mykola Kostjak zum Gouverneur der Oblast Cherson ernannt. Bei einem Interview Ende April 2014 warnte Odatschenko durch Berufung auf ukrainische Behörden vor Bedrohungen durch russische Geheimdienste, die auch in seiner Region intensiv versuchen würden, Menschen für „Protestaktionen“ und Provokationen anzuwerben und bei den traditionellen Feiern zum Tag des Sieges einen Anschlag zu verüben, der ukrainischen Nationalisten in die Schuhe geschoben werden sollte: „Anschließend würde Russland aufgefordert werden, der russischen Bevölkerung zur Hilfe zu kommen“, sagte Odartschenko.